# Rūdolfs Kronlaks
Rūdolfs Kronlaks (4 gennaio 1903 – 28 giugno 1967) è stato un calciatore lettone.

## Carriera

### Club
Ha militato nell'Olimpija Liepāja negli anni in cui è stato convocato in nazionale: con questa squadra ha vinto almeno 4 campionati lettoni.

### Nazionale
L'esordio in nazionale è avvenuto il 27 luglio 1927 nell'amichevole contro la Lituania.
Ha in tutto disputato 18 incontri in nazionale senza mettere a segno reti, ma contribuendo alla vittoria di una Coppa del Baltico.

## Palmarès

### Club
- Campionato lettone: 4

1927, 1928, 1929, 1933

### Nazionale
- Coppa del Baltico: 1

1932

## Statistiche

### Cronologia presenze e reti in Nazionale
| Cronologia completa delle presenze e delle reti in nazionale ― Lettonia | Cronologia completa delle presenze e delle reti in nazionale ― Lettonia | Cronologia completa delle presenze e delle reti in nazionale ― Lettonia | Cronologia completa delle presenze e delle reti in nazionale ― Lettonia | Cronologia completa delle presenze e delle reti in nazionale ― Lettonia | Cronologia completa delle presenze e delle reti in nazionale ― Lettonia | Cronologia completa delle presenze e delle reti in nazionale ― Lettonia | Cronologia completa delle presenze e delle reti in nazionale ― Lettonia |
| Data                                                                    | Città                                                                   | In casa                                                                 | Risultato                                                               | Ospiti                                                                  | Competizione                                                            | Reti                                                                    | Note                                                                    |
| ----------------------------------------------------------------------- | ----------------------------------------------------------------------- | ----------------------------------------------------------------------- | ----------------------------------------------------------------------- | ----------------------------------------------------------------------- | ----------------------------------------------------------------------- | ----------------------------------------------------------------------- | ----------------------------------------------------------------------- |
| 27-7-1927                                                               | Riga                                                                    | Lettonia                                                                | 6 – 3                                                                   | Lituania                                                                | Amichevole                                                              | -                                                                       |                                                                         |
| 11-9-1927                                                               | Helsinki                                                                | Finlandia                                                               | 3 – 1                                                                   | Lettonia                                                                | Amichevole                                                              | -                                                                       |                                                                         |
| 25-9-1927                                                               | Riga                                                                    | Lettonia                                                                | 4 – 1                                                                   | Estonia                                                                 | Amichevole                                                              | -                                                                       | 46’                                                                     |
| 6-7-1928                                                                | Riga                                                                    | Lettonia                                                                | 0 – 4                                                                   | Svezia                                                                  | Amichevole                                                              | -                                                                       |                                                                         |
| 4-8-1930                                                                | Riga                                                                    | Lettonia                                                                | 3 – 0                                                                   | Finlandia                                                               | Amichevole                                                              | -                                                                       |                                                                         |
| 16-8-1930                                                               | Kaunas                                                                  | Lettonia                                                                | 3 – 2                                                                   | Estonia                                                                 | Coppa del Baltico 1930                                                  | -                                                                       | 46’                                                                     |
| 17-8-1930                                                               | Kaunas                                                                  | Lituania                                                                | 3 – 3                                                                   | Lettonia                                                                | Coppa del Baltico 1930                                                  | -                                                                       |                                                                         |
| 30-6-1931                                                               | Riga                                                                    | Lettonia                                                                | 5 – 2                                                                   | Lituania                                                                | Amichevole                                                              | -                                                                       |                                                                         |
| 5-7-1931                                                                | Riga                                                                    | Lettonia                                                                | 0 – 5                                                                   | Polonia                                                                 | Amichevole                                                              | -                                                                       |                                                                         |
| 26-7-1931                                                               | Västerås                                                                | Svezia                                                                  | 6 – 0                                                                   | Lettonia                                                                | Amichevole                                                              | -                                                                       | 46’                                                                     |
| 13-7-1932                                                               | Riga                                                                    | Lettonia                                                                | 0 – 0                                                                   | Svezia                                                                  | Amichevole                                                              | -                                                                       |                                                                         |
| 24-7-1932                                                               | Liepaja                                                                 | Lettonia                                                                | 2 – 1                                                                   | Lituania                                                                | Amichevole                                                              | -                                                                       |                                                                         |
| 28-8-1932                                                               | Riga                                                                    | Lettonia                                                                | 4 – 1                                                                   | Lituania                                                                | Coppa del Baltico 1932                                                  | -                                                                       |                                                                         |
| 11-9-1932                                                               | Kaunas                                                                  | Lituania                                                                | 1 – 0                                                                   | Lettonia                                                                | Amichevole                                                              | -                                                                       |                                                                         |
| 2-10-1932                                                               | Varsavia                                                                | Polonia                                                                 | 2 – 1                                                                   | Lettonia                                                                | Amichevole                                                              | -                                                                       |                                                                         |
| 20-6-1934                                                               | Kaunas                                                                  | Lituania                                                                | 2 – 0                                                                   | Lettonia                                                                | Amichevole                                                              | -                                                                       |                                                                         |
| 8-9-1935                                                                | Kaunas                                                                  | Lituania                                                                | 2 – 2                                                                   | Lettonia                                                                | Amichevole                                                              | -                                                                       |                                                                         |
| 15-9-1935                                                               | Łódź                                                                    | Polonia                                                                 | 3 – 3                                                                   | Lettonia                                                                | Amichevole                                                              | -                                                                       |                                                                         |
| 13-10-1935                                                              | Konigsberg                                                              | Germania                                                                | 3 – 0                                                                   | Lettonia                                                                | Amichevole                                                              | -                                                                       |                                                                         |
| Totale                                                                  |                                                                         | Presenze                                                                | 18                                                                      |                                                                         | Reti                                                                    | 0                                                                       |                                                                         |